# Гулрипши
Гулрипши (абх. Гәылрыҧшь, груз. გულრიფში) је урбано-тип насеља у држави Грузија. Према процени из 2007. у насеља је живело 8.014 становника.

## Становништво
Према процени, у граду је 2007. живело 8.014 становника.
| 1989.  |
| ------ |
| 11.802 |